# Эдисон, Чарльз
Чарльз Эдисон (англ. Charles Edison; 3 августа 1890, Уэст-Ориндж, Нью-Джерси — 31 июля 1969, Манхэттен, Нью-Йорк) — американский политик, бизнесмен, изобретатель. Сын Томаса Эдисона. 42-й губернатор Нью-Джерси, 46-й Министр военно-морских сил США.

## Биография

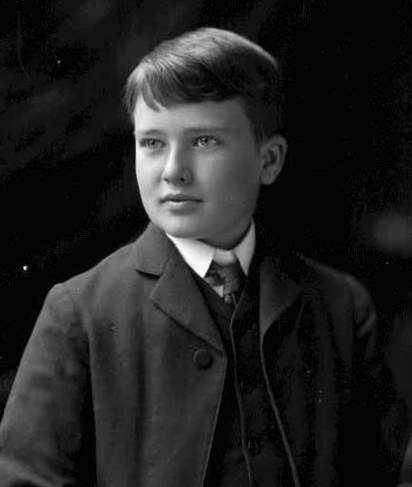
Эдисон в 1900 году.

### Детство и юность
Чарльз Эдисон родился 3 августа 1890 года в городе Уэст-Ориндж штата Нью-Джерси, в семье изобретателя и предпринимателя — Томаса Эдисона и его жены Мины Миллер Эдисон. В 1909 году окончил школу Хотчкисс.
В 1915—1916 годах руководил театром вместе с Гвидом Бруно.

### Министр военно-морского флота
18 января 1938 года президент США Франклин Рузвельт назначил Эдисона помощником министра военно-морского флота США. 7 июля 1939 года, Эдисон был назначен министром военно-морского флота США. На этой должности Эдисон продержался до 24 июня 1940 года, подав в отставку чтобы баллотироваться на пост губернатора Нью-Джерси.

### Губернатор Нью-Джерси
В 1940 году Эдисон выиграл выборы губернатора Нью-Джерси. Из-за выборов он перешёл из Республиканской партии в Демократическую. В качевстве губернатора он предложил изменить Конституцию штата.
В 1944 году сложил полномочия губернатора штата Нью-Джерси.

### Дальнейшая жизнь
С 1951 по 1969 год он жил в отеле «Уолдорф-Астория», где подружился с Гербертом Гувером, который также жил там. В 1962 году Эдисон был одним из основателей Консервативной партии штата Нью-Йорк.
В 1967 году Эдисон провел встречу в Waldorf-Astoria в Нью-Йорке, которая привела к основанию Молодёжного фонда Чарльза Эдисона, позже Молодёжного фонда Мемориала Чарльза Эдисона.
На встрече присутствовали член палаты представителей Уолтер Джадд, писатель Уильям Бакли, организатор Дэвид Джонс и политический советник Эдисона — Марвин Либман.

### Смерть
Эдисон умер 31 июля 1969 года, на 79-м году жизни за 4 дня до своего 79-летия. Похоронен в городе Уэст-Ориндж.

## Личная жизнь
Отец — Томас Эдисон.
Мать — Мина Эдисон.
27 марта 1918 года женился на Кэролайн Хокинс. Детей нет.